# ブルクヴァルト
ブルクヴァルト (ドイツ語: Burgwald) は、ドイツ連邦共和国ヘッセン州ヴァルデック＝フランケンベルク郡の町村（以下、本項では便宜上「町」と記述する）である。この町は、その名の由来となった中低山地ブルクヴァルトの最西部に位置する。町の行政機関は、同名の集落にある。

## 地理

### 位置
ブルクヴァルトは、フランケンベルクの南、バッテンベルクの東に位置し、大学都市マールブルクからは北に約 30 km にあたる。
この街はブルクヴァルトの北西端、西ヘッセン山地に属す。北西部のビルケンブリングハウゼン地区付近では、町域はエーダー川の谷に達している。
エーダー川は町の北西部でアレンドルフとの間の天然の町境をなしている。ボッテンドルフ近郊をネムフェ川が流れている。この川はフランケンベルクの近くでエーダー川に合流する。ゼルケンバッハ川は、ヴィーゼンフェルトの近くに湧出し、エルンストハウゼンと通って流れ、ヴェトシャフト川に合流する。ライン＝ヴェーザー分水線が町内を通っており、エーダー川とその支流はフルダ川を経由してヴェーザー川へ、ヴェトシャフト川とその支流はラーン川を経由してライン川に注ぎ込む。
町内の最低地点はハッツバッハミューレ付近のエーダー川の谷で、海抜 285 m である。一方、最高地点はベッデ＝ベルク（海抜 410 m）の南西に位置する海抜 433.5 m の山である。どちらの山も町域東部のオーバーホルツハウゼン集落（ハイナ）とヴィラースドルフ（フランケンベルク）との間に位置している。
町域の 50 % を森林が占めるこの町はヘッセン州で最も森が豊かな自治体の一つである。

### 隣接する市町村
ブルクヴァルトは、北はフランケンベルク、東はハイナ、南はローゼンタール（以上、いずれもヴァルデック＝フランケンベルク郡）、南西はミュンヒハウゼン（マールブルク＝ビーデンコプフ郡）、西はバッテンベルクおよびアレンドルフ（ともにヴァルデック＝フランケンベルク郡）と境を接する。

### 市の構成
この町は以下の地区からなる。かっこ内は文献上の初出の年である。
- ブルクヴァルト: 北部の中心地（1948年に「インドゥストリーホーフ」として）
- ボッテンドルフ: 北東部（1233年）
- エルンストハウゼン: 南部（1303年）
- ビルケンブリングハウゼン: 北西部（1249年）
- ヴィーゼンフェルト: 南部の中心地（1238年）

## 気候
この町は、ヘッセン地方で典型的な温暖多雨の中央ヨーロッパの気候に位置する。風はおおむね西から吹き、湿った気団を大西洋から運んできて降雨をもたらす。ただしロタール山地東側の「雨の陰」に位置するため、降水は少なめである。大洋性の影響は比較的穏やかな冬と暑すぎない夏として現れている。
- 1971年から2000年までの平均気温は、7 ℃から 9 ℃の間である[2]。わずかながら温暖化が認められる。
- 1971年から2000年までの年間降水量は、600 mm から 800 mm の間である[3]。
- 1971年から2000年までの年間日照時間は、平均して 1,400時間から1,450の間である[4]。

## 歴史
ビルケンブリングハウゼン、ボッテンドルフ、エルンストハウゼン、ヴィーゼンフェルトが、その成立を中世にまで遡るのに対し、ブルクヴァルト地区は戦後になって旧弾薬貯蔵施設に新たに建設された地区である。この地区は1996年に改名されるまで「インドゥストリーホーフ」（直訳すると「工業地区」）と呼ばれていた。
ヘッセン州の地域再編に伴って、1971年7月1日にビルケンブリングハウゼン、エルンストハウゼン、インドゥストリーホーフ、ヴィーゼンフェルトが合併した。ボッケンドルフは1974年1月1日にこれに加わった。

## 行政

### 議会
ブルクヴァルトの町議会は、27議席からなる。

### 首長
ロータル・コッホ（無職）は、2009年5月からブルクヴァルトの町長を務めている。

### 紋章
紋章の頂部は青でその下に7回凸部をもつ銀の胸壁とそれぞれ2つの節を持つ4本のモミの木の形で緑色の部分に分割される。その下に銀のマルタ十字が描かれている。
この紋章は、青、緑、銀の色で構成されている。青は空、銀は城の胸壁とマルタ十字、緑は木の梢である。城の胸壁は、ブルクヴァルトのケスターブルク（現在のクリステンベルク）を表す。胸壁の上は青く輝く空である。胸壁の下はモミやトウヒの尖った梢が描かれている。この部分は濃い緑色である。ブルクヴァルトの紋章のもう一つの構成要素がマルタ十字である。これは、4つの矢頭が内向きに4つ放射状に配置された意匠で、ヴィーゼンフェルト地区の歴史に由来する。ヴィーゼンフェルトは1238年に聖ヨハネ騎士団の騎士修道会管区として建設された村である。

### 姉妹自治体
- Perbál（ハンガリー、ペシュト県）

## 文化と見所

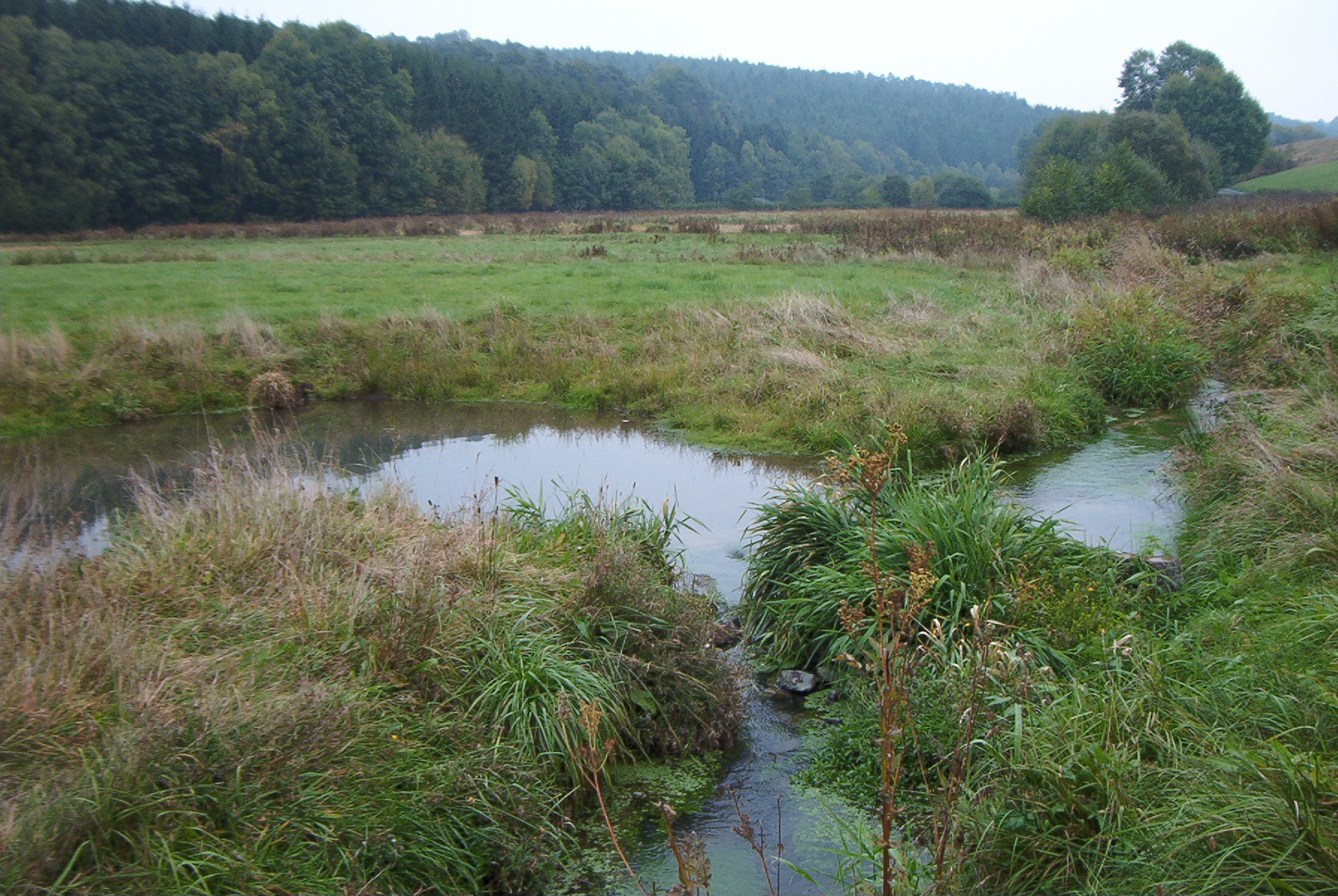
ヴェトシャフト川沿いの湿地。ビオトープ複合システム「オベーレス・ヴェトシャフト」の一部である。

### スポーツ
TSVエルンストハウゼンのプレルボール部門と、RSVエルンストハウゼンのサイクルフィギュア部門は、広く成功を収めている。

### サークル活動
この町には、約 50 のサークルや連盟があり、町内で活動している。

#### NABUブルクヴァルト
ブルクバルト環境グループは1991年9月10日に結成された。このグループはその翌年にドイツ自然保護連盟（Naturschutzbund Deutschland (NABU)、かつてのドイツ鳥類保護連盟）に加盟した。現在このグループは約 60 名の会員を有している。活動の重点は、ビオトープや景観の保護、さらにはブルクヴァルト北西部固有の動植物相の保護と回復である。現在、エルンストハウゼンとローダとの間にビオトープ複合システム「オベーレス・ヴェトシャフト」を運営している。

### 方言
ビルケンブリングハウゼン、ボッテンドルフ、エルンストハウゼン、ヴィーゼンフェルトでは、何世紀にもわたって方言が形成されている。これに対してブルクヴァルトは第二次世界大戦後に建設されたため、方言がない。住民は、自分たちの訛りを「プラット」と呼んでおり（ビルケンブリングハウゼンのプラット、ボッテンドルフのプラットなど）、低地ドイツ地方で話されているいわゆるプラットドイチュ（低地ドイツ語）と混同しないよう注意する必要がある。

### ハンス・ロス記念碑
町の東部の沼地にエルンストハウゼンの林務官ハンス・ロスの記念碑がある。彼は1676年に密猟者によって殺害された人物である。

## 経済と社会資本

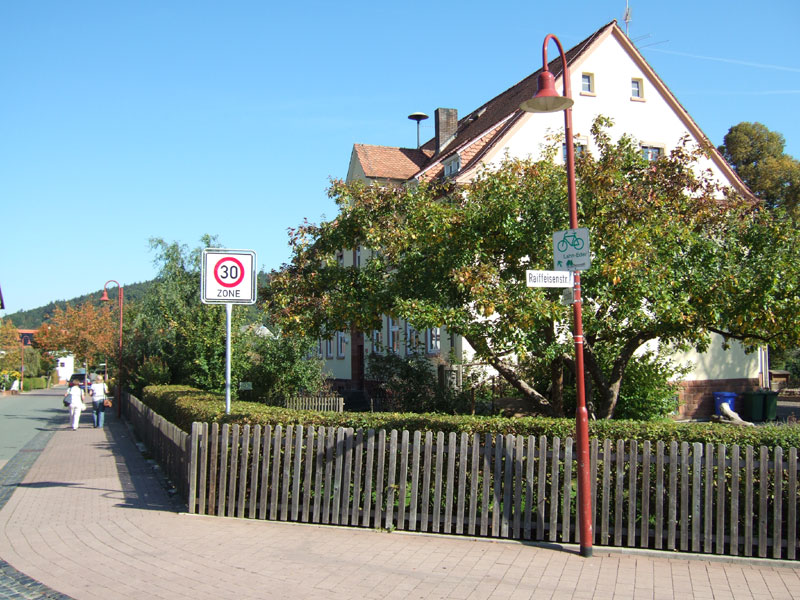
エルンストハウゼンを通るラーン＝エーダー自転車道

### 交通
マールブルクとコルバッハとを結ぶ連邦道 B252 号線が町内をエルンストハウゼンからボッテンドルフに向かって通っている。
ブルクヴァルトおよびヴィーゼンフェルト付近をエルンストハウゼンからフランケンベルクへの郡道117号線が通っている。また、ヴィーゼンフェルトからビルケンブリングハウゼンへの郡道 118号線、ビルケンブリングハウゼンからブルクヴァルトへの郡道 124号線もある。
ビルケンブリングハウゼン、ヴィーゼンフェルト、エルンストハウゼンには、フランケンベルクからマールブルクへ向かうブルクヴァルト鉄道の駅がある。町内の駅は、北ヘッセン交通連盟 (NVV) の料金体系に属している。ブルクヴァルト地区には駅がない。住民は、ビルケンブリングハウゼン地区とブルクヴァルト地区の中間にあるビルケンブリングハウゼン駅を利用している。この駅は、VT628型ローカルレールバスの停車駅である。
数多くの整備された自転車道が町内を通っている、ビルケンブリングハウゼンの西をヘッセン自転車道 R8号線が通っている。また、ロタール山地のエーダー川水源からそのフルダ川との合流点まで川沿いに走るエーダーアウエン自転車道もここを通っている。ボッテンドルフの東にはブルヴァルト（森）を通るヘッセン自転車道 R6号線が通っている。マールブルクからフランケンベルクに至るラーン＝エーダー自転車道は、南からエルンストハウゼンに入り、ボッテンドルフを通って旧郡庁所在地のフランケンベルクへ向かう。

### 公共機関
5つの各地区には公民館があり、サークル活動や個人的な催しに利用されている。

### 教育
ボッテンドルフとエルンストハウゼンの基礎課程学校では、4年生までを教える。
幼稚園は、ビルケンブリングハウゼン、ボッテンドルフ、ブルクヴァルト、エルンストハウゼンにある。

## 引用
1. ↑  Hessisches Statistisches Landesamt: Bevölkerung in Hessen am 31.12.2023 (Landkreise, kreisfreie Städte und Gemeinden, Einwohnerzahlen auf Grundlage des Zensus 2011)]
2. ↑  Umweltatlas Hessen Klimadatem (Temperatur)（2012年3月31日 閲覧）
3. ↑  Umweltatlas Hessen Klimadatem (Niederschlag)（2012年3月31日 閲覧）
4. ↑  Umweltatlas Hessen Klimadatem (Sonnenscheindauer) （2012年3月31日 閲覧）
5. ↑  2011年3月27日の町議会議員選挙結果 (hsl.de)（2012年4月1日 閲覧）
6. ↑  2008年11月30日の町長選挙結果（2012年4月1日 閲覧）
7. ↑  TSVエルンスト、プレルボールチームの年譜（2012年4月1日 閲覧）
8. ↑  Ulrich Stöhr, Reinhold Briel, Johannes Briel: Ernsthausen 1303–2003. Gemeinde Burgwald, Burgwald 2003, pp. 171–176.